# Motorola 68030

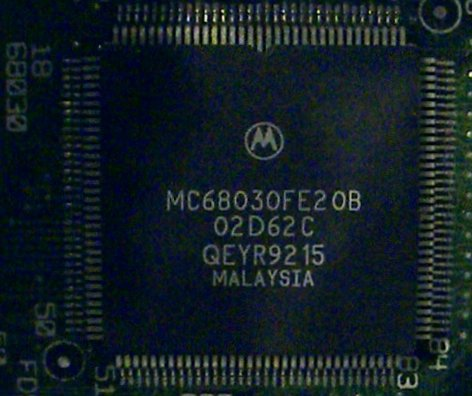
Motorola 68030

Motorola 68030 je 32bitový mikroprocesor architektury CISC z řady 680x0, který vyráběla firma Motorola. Jejím předchůdcem byl procesor Motorola 68020, další procesor v řadě se jmenoval Motorola 68040.
Motorola 68030, která obsahovala 273 000 tranzistorů, nabízela na čipu dvě oddělené mezipaměti (instrukční a datovou) o velikosti 256 bytů. Také měla důležitou jednotku MMU a dovolovala připojit rychlou matematickou jednotku FPU Motorola 68882. Motorola 68030 byla použita v mnoha modelech osobních (domácích) počítačů Amiga, Apple Macintosh II, Atari TT a hlavně Atari Falcon.
Motorola 68EC030 je laciným mikroprocesorem z řady Motorola 680x0. Hlavním rozdílem mezi originálním procesorem 68030 a touto ořezanou variantou je absence jednotky MMU. Procesor 68EC030, který obsahoval 251 000 tranzistorů, byl použit jako levnější varianta CPU v profesionální řadě počítačů Amiga 4000.